# Auto-immolation de Tibétains

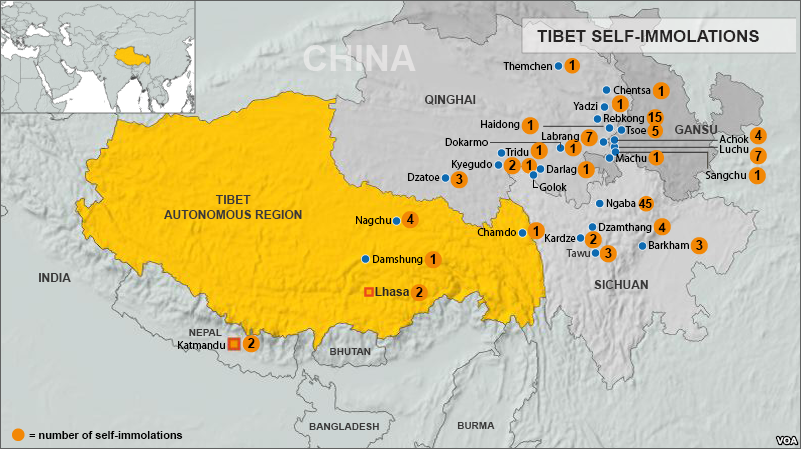
Lieux des immolations, (25 avril 2013)

À la suite de tensions dans la région de Ngaba, un moine tibétain s’immole par le feu en février 2009. Quelque deux ans plus tard, le 16 mars 2011, Rigzin Phuntsog, un autre moine tibétain s'immole par le feu à Ngaba dans la province du Sichuan. Au moins 159 moines, nonnes et laïcs tibétains, dont 131 hommes et 28 femmes, se sont immolés, demandant, selon l'association Campagne internationale pour le Tibet, la liberté au Tibet et le retour du dalaï-lama. Au moins 127 d'entre eux sont morts,. La plupart de ces immolations se sont produites dans la province du Sichuan qui comprend environ 1,5 million de Tibétains.
Deux préfectures autonomes tibétaines sont principalement concernées. D'une part à Ngaba dans la préfecture autonome tibétaine et qiang de Ngaba où se trouve le monastère de Kirti. D'autre part dans la préfecture autonome tibétaine de Garzê. Ces deux préfectures sont situées dans les anciennes provinces tibétaines de l'Amdo et du Kham. Trois cas se sont produits à Chamdo et Lhassa, dans la région autonome du Tibet,, et un autre cas dans la préfecture autonome tibétaine de Golog dans la province du Qinghai. À ces immolations dans les régions tibétaines, se sont ajoutées deux auto-immolations à New Delhi en Inde.
Le 14e dalaï-lama qui, selon un article de Tania Branigan et Jason Burke (en) daté de novembre 2011, n'a pas appelé les Tibétains à la cessation de tels actes, est prudent sur cette question, d'une part car la non-violence n’approuve pas le suicide, et d'autre part car ceux qui se sont immolés l’ont fait pour la communauté tibétaine. En novembre 2011, le 17e karmapa a appelé les Tibétains à mettre fin à cette série d'auto-immolations, et les autorités chinoises à analyser la source de ces incidents tragiques, ajoutant qu'une réponse impitoyable ne ferait qu’empirer la situation. Le 7 novembre 2011, lors d'une conférence de presse, le 14e dalaï-lama a dénoncé ce qu'il appelle « une sorte de génocide culturel » mené par la Chine comme étant à l'origine de la vague d'immolations de Tibétains qui débuta en mars 2011.
Pour l'administration centrale tibétaine, ces immolations sont une conséquence d'une « escalade de la répression en Chine », et ne cesseront que si la Chine met fin à sa politique répressive à l'intérieur du Tibet.
En février 2012, Wen Jiabao, Premier ministre de la république populaire de Chine, indique que les immolations sont contraires aux intérêts des Tibétains. Il précise que la Chine respecte « l'environnement écologique et la culture traditionnelle du Tibet, ainsi que sa liberté religieuse ».
Selon le site phayul.com, en août 2012, un Tibétain qui avait tenté de s'immoler par le feu aurait été assassiné par les services de sécurité chinois.
Très peu d'informations parviennent à l'extérieur des zones tibétaines car les autorités chinoises imposent un black-out sur les communications et interdisent à la presse étrangère de se rendre sur place. Selon Jonathan Watts, un journaliste britannique qui a pu se rendre à Ngaba début 2012, un professeur de l'université des minorités lui déclara, sous couvert d'anonymat, que la présence sécuritaire était plus importante cette année que durant les troubles au Tibet en 2008. Il ajoute qu'il y a de sérieux problèmes dans la relation entre Hans et Tibétains, et que cela a empiré durant les quatre dernières années. Un reporter de la chaîne de télévision australienne ABC s’est rendu en octobre 2012 dans la région tibétaine du Sichuan, et rapporte un témoignage d'une femme tibétaine s'exprimant contre la politique du PCC, dénonçant l'absence de tout droit, pas même celui de s'exprimer. Roger-Pol Droit constate que « le Tibet brûle dans le silence », il n'est pas réaliste de se fâcher avec les « maîtres du monde ».

## Manifestations et émeute à Ngaba en 2008

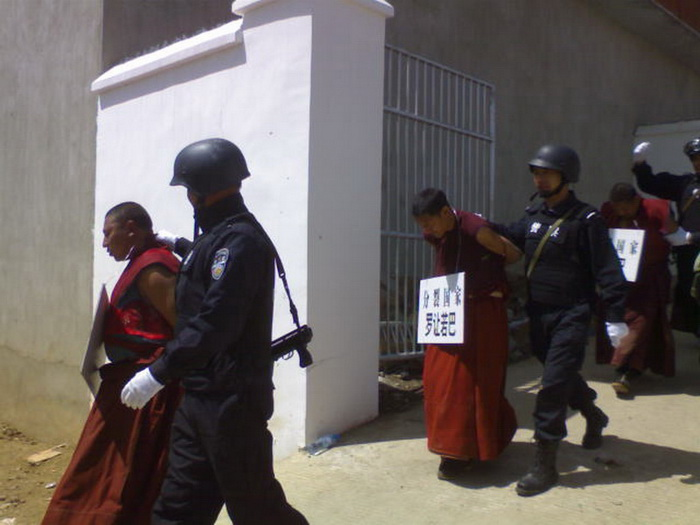
Moines tibétains arrêtés et exhibés avec une pancarte au cou en avril 2008.

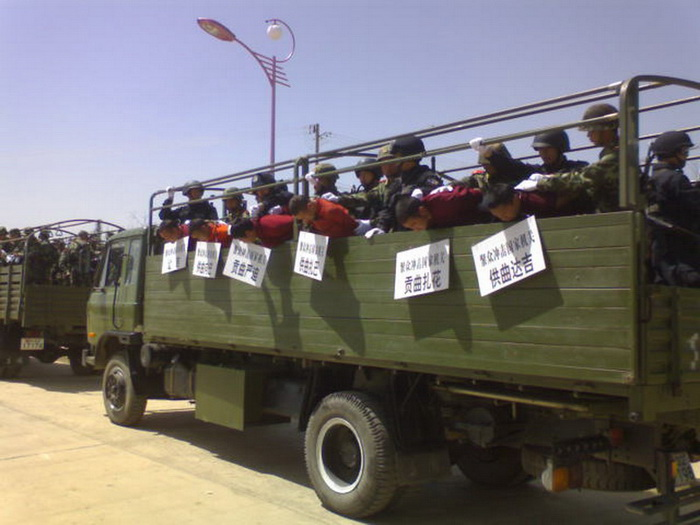
Moines et laïcs tibétains arrêtés à Ngaba en avril 2008.

Selon Bruno Philip, journaliste au Monde qui a interrogé des sources locales à Ngaba (ch. Aba) en décembre 2008, le 16 mars, des moines du monastère de Kirti, ont manifesté. Plusieurs milliers de personnes se sont jointes et ont attaqué les boutiques chinoises et les policiers qui en retour ont tiré, tuant entre 8 et 20 personnes. Les cadavres de 7 ou 8 personnes portant des impacts de balles ont été portés par les manifestants au monastère de Kirti. Plusieurs centaines de moines ont été interpellés par la police puis relâchés.
Selon le Tibetan Centre for Human Rights and Democracy (TCHRD), en 2008, des manifestants tibétains pacifiques furent touchés par des tirs sans discernement de troupes armées, et au moins 8 morts furent apportés au monastère de Kirti de Ngaba.
Selon Warren W. Smith Jr qui se réfère à des sources chinoises, le 16 mars 2008, des moines du monastère de Lhamo Kirti manifestèrent en brandissant des drapeaux tibétains et en criant des slogans réclamant l'indépendance, la liberté et le retour du dalaï-lama. Ils furent rejoints par des civils avec lesquels ils brûlèrent 24 magasins et 81 véhicules. On estima le chiffre des dégâts équivalent à la totalité des rentrées fiscales du comté sur les dix dernières années. Des habitants affirmèrent que 18 Tibétains avaient été tués par les forces de sécurité chinoises à Ngaba : des photos des cadavres en furent envoyées à la presse étrangère à titre de preuve. La Chine n'y vit rien de concluant.
Selon Xiao Youcai, chef adjoint de la préfecture autonome tibétaine et qiang de Ngaba, des civils innocents et plus de 200 membres de l'administration et de la police locales furent blessés lors de cette émeute qui vit deux commissariats de police incendiés outre les 24 magasins et 81 véhicules. Les émeutiers s'en prirent aux agents de la force publique et tentèrent de s'emparer de leurs armes. Il y eut une tentative de s'introduire dans une armurerie et dans le centre de détention local. Les policiers, qui sont tous autochtones, on dû faire usage de leurs armes pour se défendre. Aucune mort d'homme n'a été signalée,.
Selon Free Tibet Campaign (FTC), fin septembre 2008, 50 moines de ce monastère ont été sévèrement battus par la police armée chinoise,.

## Immolation en 2009
Selon International Campaign for Tibet, le 27 février 2009, à proximité du monastère de Kirti, les autorités ont bloqué l'entrée des moines, et l'un d'entre eux, Tapey, portant un drapeau tibétain et la photo du dalaï-lama s'est immolé avec de l'essence, et s'est effondré après que la police armée du peuple eut tiré à trois reprises sur le jeune homme avant d'emmener le corps, selon Students for a Free Tibet. Des habitants d'Aba, ont confirmé à l'AFP, que la police chinoise a tiré, mais sans indiquer l'objectif de ces tirs . Des photos ont été publiées sur Internet montrant le moine à terre entouré de policiers armés. Selon le TCHRD, il aurait été demandé au moine de subir une amputation des deux jambes, probablement pour supprimer les preuves des coups de feu.
Selon l’agence Chine nouvelle, un moine tibétain du monastère a avoué avoir inventé et propagé des rumeurs selon lesquelles la police locale avait abattu le moine qui s’était immolé par le feu. Il a admis qu'il avait menti pour « aggraver les troubles dans le but d'attirer l'attention de l'étranger ». Le lama qui a tenté de s'immoler par le feu a 24 ans et il étudie le bouddhisme à l'Université de Kirti. Il est en traitement à l'hôpital.

## Immolations en 2011
En 2011, 12 Tibétains se sont auto-immolés par le feu.
Le 14e dalaï-lama considère que les immolations ont pour origine un génocide culturel perpétré par les Chinois. Le 14e dalaï-lama est prudent sur cette question, d'une part car la non-violence n’approuve pas le suicide, et d'autre part car ceux qui se sont immolés l’ont fait pour la communauté tibétaine. En novembre 2011, le 17e karmapa a appelé les Tibétains à mettre fin à cette série d'auto-immolations. Répondant à cette déclaration du dalaï-lama attribuant le suicide de moines à la politique chinoise de génocide culturel, la Chine, par l'entremise du porte-parole du ministère des affaires étrangères, Hong Lei, a accusé, le 8 novembre, le dirigeant spirituel de glorifier ces actes suicidaires et de s'en servir lors de ses déplacements à l'étranger pour salir l'image de la Chine. Alors que de telles extrémités devraient être condamnées, elles sont glorifiées et manipulées de façon à susciter davantage de gens à emboîter le pas.
Selon Angus McDonald, Kirti Rinpoché, le chef en exil du monastère de Kirti qui est au centre des troubles à Ngaba, a donné son approbation tacite aux immolations en déclarant que sacrifier sa vie pour défendre ses croyances bouddhistes n'est pas considéré comme de la violence : « D'un bout à l'autre de vos renaissances successives, ne relâchez jamais, ne serait-ce qu'un seul instant, votre vigilance à défendre la vérité de l'enseignement excellent du Bouddha, même au prix de votre vie », citant un maître bouddhiste, ainsi que le rapporte l'International Campaign for Tibet, un groupe de lobbying sis à Washington.
Cependant, dans le témoignage de Kirti Rinpoché à la Commission Tom Lantos des droits de l'homme, le 3 novembre 2011, il déplore la mort de ceux qui se sont auto-immolés, et appelle à sauver la vie des survivants. Il ajoute que pour promouvoir l'harmonie entre les Tibétains et les Chinois, il a récemment proposé son entière collaboration. Il précise qu'il a, à maintes reprises, approché le gouvernement chinois pour obtenir la permission de se rendre au Tibet, pensant que sa visite lui donnerait l'occasion de délivrer un message de conseils et de réconfort, mais qu'il n'a pas encore reçu de réponse du gouvernement chinois.
Ainsi, l'AFP précise que, pour Kirti Rinpoché, les moines subissent des restrictions de liberté, la culture tibétaine et la religion sont soumis à une telle répression et la désespérance a atteint un tel degré que les Tibétains ont recours au suicide plutôt que de continuer à vivre.

### Affirmation du contrôle de l'État et menace de disparition du monastère de Kirti

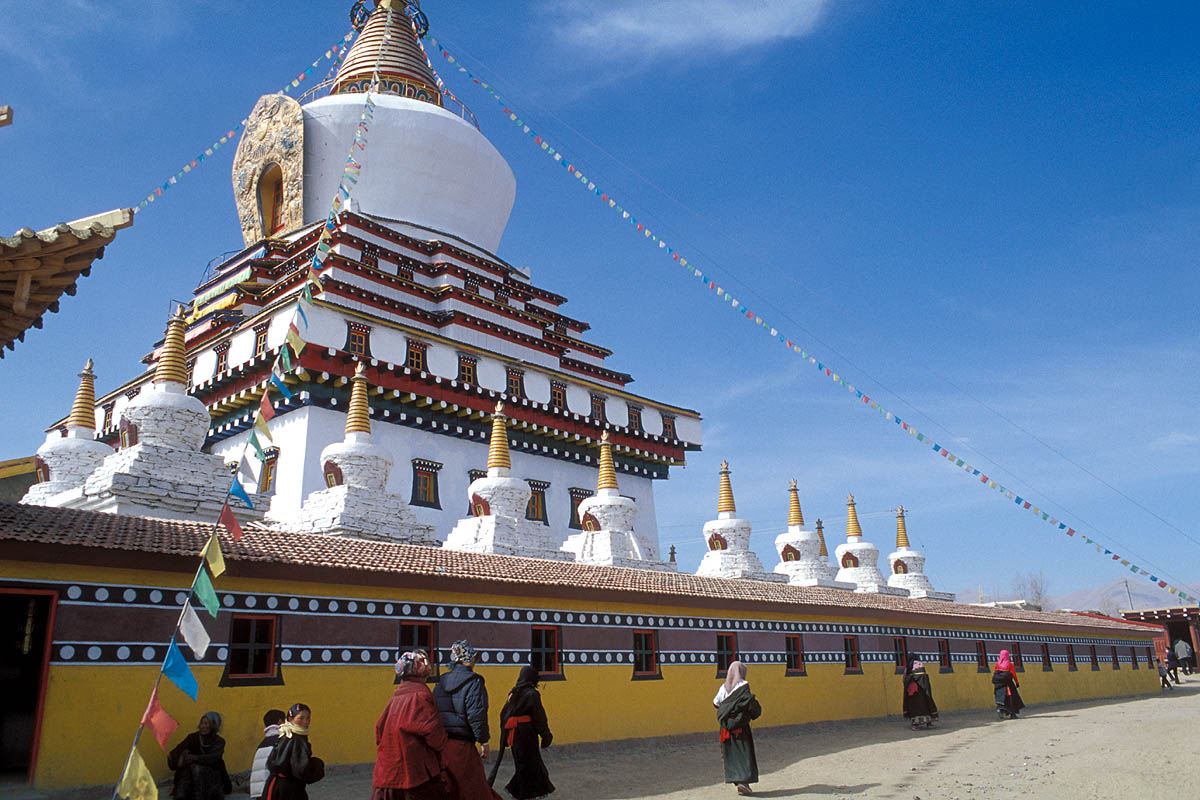
Le grand Chörten au monastère de Kirti, Nagba, Amdo

La journaliste Ursula Gauthier indique que le monastère de Kirti situé dans la préfecture autonome tibétaine et qiang de Ngaba, est « l'épicentre du mouvement ». Tsering Woeser affirme que ce monastère est menacé de disparition. Le 16 mars 2011, après l'immolation d'un moine, 1 000 policiers ont encerclé les lieux. Les 2 500 moines du monastère devaient être soumis à une éducation patriotique. Les moines qui refusaient de se soumettre à celle-ci disparaissent.
Selon le journaliste Peter Lee, le gouvernement a implanté dans le monastère de Kirti un « comité de gestion démocratique » dépendant du bureau des affaires religieuses, afin d'y affirmer la suprématie du gouvernement sur l'establishment religieux tibétain bouddhiste, rompre les liens entre le monastère et son rinpoché en exil à Dharamsala et contrôler les rapports entre le monastère et ses trente succursales monastiques dans la région.
Selon Samuel Ivor, le 6 mai 2011, des responsables chinois des affaires religieuses au sein du United Front Work Department de Ngaba vinrent au monastère et déclarèrent que plus de 1 200 membres de la communauté monastique de Kirti allaient être expulsés. Plusieurs moines devaient partir le jour même, d'après la liste placardée sur les murs. Dans leur réponse pacifique, les moines firent valoir que le monastère était leur domicile.
Selon Peter Lee, il semblerait que les effectifs du monastère soient passés de 2 500 à un millier en novembre 2011. Le journaliste Arnaud de La Grange estime pour sa part le nombre des moines restant à 600, nombre d'entre eux étant envoyés en « rééducation patriotique ». Harriet Beaumont, la porte-parole de l'ONG Free Tibet confirme que les autorités chinoises imposent « un programme de rééducation patriotique » aux religieux. Ces derniers doivent alors « prêter serment d'allégeance à la république populaire de Chine et renier le dalaï-lama ».
Selon Kirti Rinpoché, l'abbé du monastère, depuis le départ en camion militaire de 300 moines vers une destination inconnue le 21 avril 2011, de nouvelles règles ont été imposées au monastère comme l'interdiction de recruter de jeunes garçons pour en faire des moines et l'instauration d'un numerus clausus pour les moines, le tout sous la menace que la survie de l'établissement était entre les mains des moines.
Selon le journaliste Michael Bristow (BBC News, 4 octobre 2011), les deux communautés monastiques sœurs de Kirti, celle de la Chine et celle de l'Inde, sont en contact au moyen du téléphone portable. Selon Thubten Samphel, des rapports émanant du monastère du Sichuan, semble-t-il sous surveillance policière et militaire, sont parvenus par le biais de ce réseau officieux existant entre les deux monastères. Il ajoute toutefois que le gouvernement en exil a appris l'immolation de Kelsang Wangchuk en octobre 2011 uniquement par des dépêches de la presse internationale, ce qui, selon lui, indique le caractère irrégulier de cette liaison.
En octobre 2011, deux journalistes de l'AFP réussirent à accéder à proximité du monastère. Ils constatèrent la présence de soldats « portant des fusils automatiques, des barres de fer affûtées et des extincteurs, ainsi que des véhicules de transport de troupes blindés quadrillant ses rues ». La police confisqua une caméra et effaça des photographies des forces de l'ordre.
Meng Jianzhu, ministre de la sécurité publique de la RPC, s'est déplacé au monastère de Kirti en décembre 2011. Il a déclaré souhaiter que les « moines continuent à œuvrer pour la promotion de l’enseignement patriotique et religieux, pour la solidarité entre ethnies, le développement économique et le progrès ».

### Immolations, arrestations et condamnations
La plupart de ces manifestations se sont produites dans l'actuelle province du Sichuan qui comprend environ 1,5 million de Tibétains.
Deux préfectures autonomes tibétaines sont concernées. D'une part à Ngaba dans la préfecture autonome tibétaine et qiang de Ngaba (principalement des moines du monastère de Kirti, mais aussi une nonne du couvent de Dechen Choekor Ling), à Tawu/Daofu. D'autre part la préfecture autonome tibétaine de Garzê (monastère de Nyitso, monastère de Kardzé et couvent de Gaden Choeling). Ces 2 préfectures sont situées dans les anciennes régions de l'Amdo et du Kham. Enfin un cas s'est produit à Chamdo, dans la région autonome du Tibet, au monastère de Karma),. À ces auto-immolations s'est ajoutée la tentative du Tibétain Sherab Tsedor devant l'ambassade de Chine à New Delhi en Inde.

#### Rigzen Phuntsog (16 mars 2011)

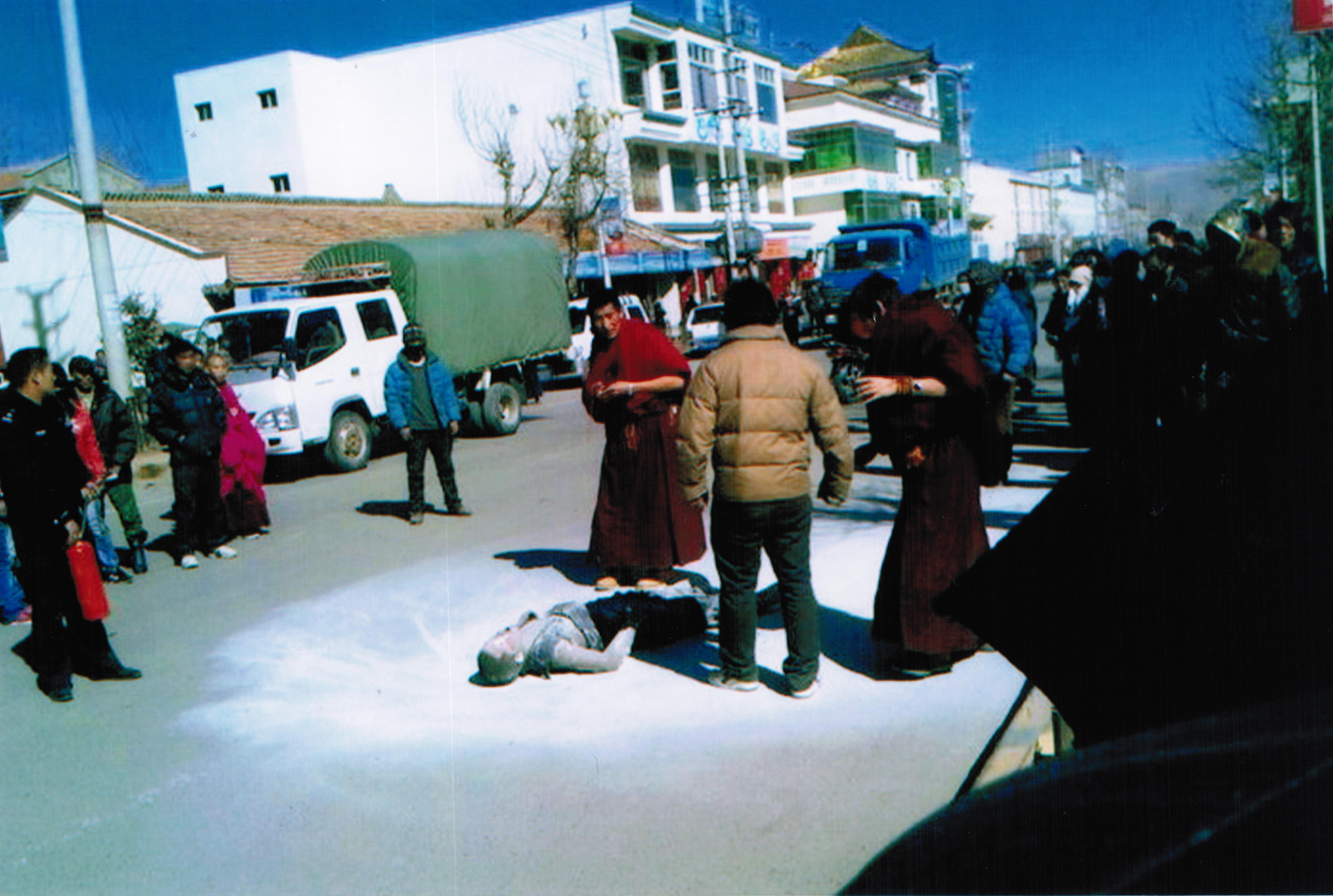
Tibétains entourant le corps de Phuntsog.

Rigzen Phuntsog, un moine âgé de 20 ans, s'est immolé par le feu le 16 mars 2011 sur un marché de Ngaba pour « protester contre l'occupation chinoise » et la politique répressive du gouvernement chinois au Tibet. Selon des sources tibétaines « des policiers auraient éteint les flammes tout en le rouant de coups de pied, ce qui aurait précipité sa mort ». Par contre, Pékin accuse « une action criminelle soigneusement organisée dans le but de déclencher des troubles ». Selon la journaliste Ursula Gauthier, à la suite de cette immolation, la ville de Kirti a « été le théâtre d'une révolte désespérée et d'une violente répression », deux personnes ont été tuées pour s'être opposées à des déplacements de camions emportant 300 moines vers une destination inconnue.
Au moins 11 Tibétains ont été arrêtés après la mort de Rigzen Phuntsog. Ils risquent la torture et d'autres mauvais traitements. Rigzen Phuntsog est décédé à l'hôpital au début de la matinée du 17 mars. Après l'auto-immolation de Phuntsok, des centaines de moines du même monastère, le monastère de Kirti, et d'autres résidents locaux ont organisé une autre manifestation[Passage problématique]. Plusieurs d'entre eux ont été brièvement détenus et de nombreux autres ont depuis été placés en détention.
En août 2011, 3 moines furent accusés et condamnés à de lourdes peines pour « complicité » dans ce suicide,.

#### Condamnation du refus de soins par les moines
La police du comté de Ngaba (province du Sichuan) a déclaré que l'auto-immolation de Rigzin Phuntsog était une affaire criminelle, méticuleusement préparée et visant à provoquer des troubles. Le 15 mars au soir, l'adolescent de 16 ans, accompagné d'un autre moine, avait acheté trois bouteilles d'essence et, le 16 au matin, annoncé qu'il allait s'immoler le jour même. Après le passage à l'acte, des moines le ramenèrent au monastère et l'y gardèrent pendant près de 11 heures si bien que, lorsqu'ils acceptèrent, après négociation, qu'on l'emmène à l'hôpital du comté, il mourut d'arrêt cardio-respiratoire. Le directeur de l'hôpital déclara que Rizgen Phuntsog était bien mort de ses brûlures et qu'aucune blessure due à une arme n'avait été décelée sur son corps, ajoutant qu'il aurait pu être sauvé s'il était arrivé plus tôt. Plusieurs bouddhas vivants, dont Jampel Gyabmotso, du monastère de Gomang, ont condamné le refus par le groupe de moines de laisser soigner la victime, le qualifiant de contraire à la doctrine bouddhiste, pour qui toute vie est sacrée.
Selon le Centre tibétain pour les droits de l'homme et la démocratie, le 12 avril 2011, des Tibétains demeurant à Ngaba se rassemblèrent devant le monastère pour bloquer les forces de l'ordre après avoir entendu dire que certains moines allaient être arrêtés. La police aurait battu et blessé grièvement certains des manifestants. Cependant, le bureau d'information du parti communiste du comté de Ngaba dément les faits, déclarant qu'il n'y avait pas eu de heurts, que dans le cadre de ses patrouilles habituelles dans le comté la police passe devant le monastère. Il était faux de dire que des policiers stationnaient devant le monastère et que des gens avaient été battus.

#### Tsewang Norbu (15 août)
Tsewang Norbu, un moine du monastère de Nyitso, âgé de 29 ans, est mort après s'être immolé le 15 août 2011 à Tawu/Daofu dans le comté de Kardzé. Selon un témoin cité par l'association Free Tibet Campaign : « Tsewang Norbu a bu de l'essence et s'en est aspergé avant d'y mettre le feu. On l'a entendu lancer ces appels : 'Nous, Tibétains, nous voulons la liberté', 'Longue vie au dalaï-lama' et 'Que le dalaï-lama revienne au Tibet' ». La victime serait décédée sur les lieux.
Selon l'ONG Amnesty International, l'auto-immolation de Tsewang Norbu aurait été motivée par le comportement autoritaire des responsables chinois depuis l'immolation de Rigzen Phuntsog, le moine qui s'est immolé par le feu le 16 mars 2011 à Ngaba.
Selon l'agence Chine nouvelle, qui confirma la nouvelle peu de temps après, « la raison pour laquelle il s'est brûlé n'est pas claire », ajoutant que le gouvernement local avait diligenté une enquête.

#### Lobsang Kelsang et Lobsang Kunchok (26 septembre)
Lobsang Kelsang et Lobsang Kunchok, deux moines du monastère de Kirti, âgés de 18 ans, s'immolent le 26 septembre 2011 à Kirti,, criant « Longue vie au dalaï-lama. Nous voulons la liberté de religion ». Lobsang Kelsang est le frère du moine Phuntsog qui s'est suicidé le 16 mars. Selon des responsables locaux, leur vie n'est plus en danger. Selon le monastère de Kirti à Dharamsala, Lobsang Kunchok a été amputé des 4 membres et il est nourri par intubation dans la gorge.

#### Immolations en octobre 2011
Kelsang Wangchuk, un moine du monastère de Kirti, âgé de 17 ans, s'immole le 3 octobre 2011 à Ngaba, près de Kirti,. Il portait une photographie du 14e dalaï-lama, ce qui est interdit en Chine, quand il s'est immolé.
Choephel et Khayang, deux anciens anciens moines du monastère de Kirti, âgés de 19 et 18 ans, s’immolent à Ngaba le 7 octobre et sont morts les 8 octobre et 11 octobre 2011, respectivement.
Norbu Dathul, un ancien moine du monastère de Kirti âgé de 19 ans, s'immole le 15 octobre 2011 sur le marché de Kardzé,. Selon FTC citant des sources non identifiées, il a crié « Le Tibet a besoin de liberté ! » et a appelé au retour du dalaï-lama, le chef spirituel tibétain en exil. Il est mort le 5 janvier 2012.
Tenzin Wangmo, 20 ans, une nonne du couvent de Dechen Choekor Ling, s'immole et meurt le 17 octobre 2011 à Ngaba près de la ville. Tenzin Wangmo est la première femme à s'immoler depuis le début de ce mouvement de protestation en mars 2011. Selon FTC, avant son immolation elle a appelé à la liberté de religion pour les bouddhistes tibétains et au retour de leur chef spirituel exilé en Inde, le dalaï-lama. Le journaliste Arnaud de La Grange précise que la veille du drame, deux Tibétains auraient été blessés par balle par la police chinoise lors d'une manifestation à Ngaba. En réaction, le dalaï-lama pratique un jeûne complet d'une journée avant une prière collective avec une centaine de moines, de nonnes et de laïcs tibétains dans le monastère de Namgyal à Dharamsala, un mercredi, en relation avec le mouvement Lhakar.
Dawa Tsering, un moine du monastère de Kardzé, âgé de 38 ans, s'immole le mardi 25 octobre 2011 dans l'enceinte du monastère pendant une danse rituelle à laquelle assistait le public. Selon Lobsang Dakpa, un moine du monastère de Sera Jey dans le sud de l'Inde, alors que son corps était en flammes, Dawa Tsering a crié des slogans demandant le retour du dalaï-lama d'exil, et la ré-unification du peuple tibétain. Des sources indiquent que le brûlé est toujours à l'intérieur de l'établissement, où moines et civils empêchent la police de l'approcher.
Joint par téléphone le mercredi 26, un agent du commissariat de police de Kardzé déclara ne pas être au courant : « Qui êtes-vous ? Où cela s'est-il produit ? Comment en avez-vous entendu parler ? Ça ne s'est pas produit », dit-il. La police n'a pas interrogé la famille de la victime, rapporte un moine de Kardzé.

#### Immolations en novembre 2011

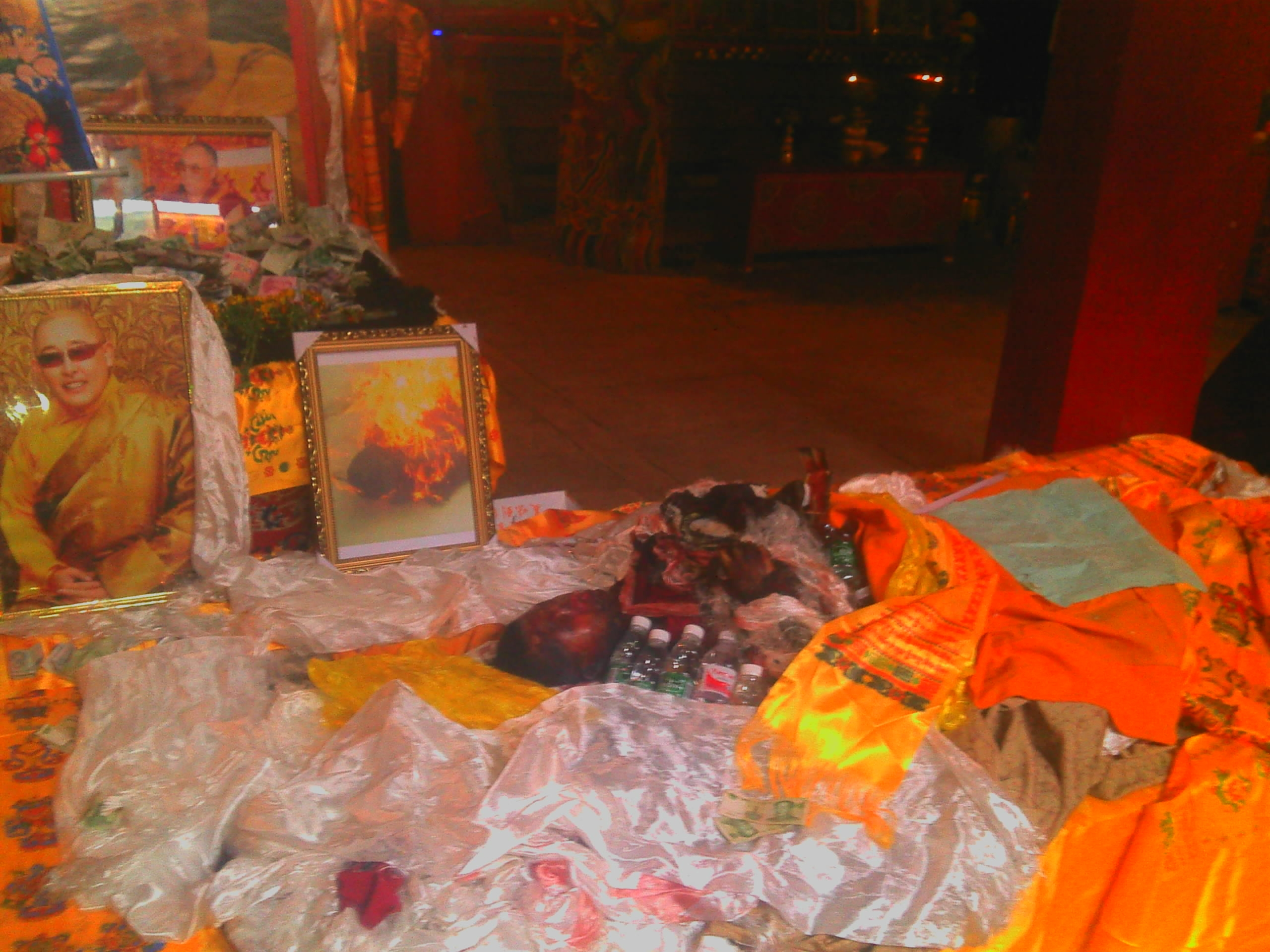
Palden Choetso, monastère de Nyitso

Palden Choetso (également connue sous le nom Choesang, ou encore Qiu Xiang selon l'agence Xinhua), une nonne du couvent de Gaden Choeling, âgée de 35 ans, s'immole par le feu et meurt le 3 novembre 2011 à Tawu,
La représentante de l'ONG Free Tibet considère que Palden Choetso a dénoncé la répression religieuse par son immolation. La communauté de son monastère devait « demander la permission » afin de réaliser des cérémonies. Une importante pression militaire s'exerçait sur le monastère lui-même. Ce climat de répression et de subordination des religieux bouddhistes conduit à des actes irréversibles.
Le Tibétain Sherab Tsedor, âgé de 25 ans, exilé en Inde, a essayé de s'auto-immoler par le feu devant l'ambassade de Chine à New Delhi. Tout en s'aspergeant d'essence, il s'est mis à crier des slogans avant d'être maîtrisé par les forces de l'ordre. Cet acte s'est soldé par des brûlures aux jambes.

#### Immolations et arrestations en décembre 2011
Tenzin Phuntsok, un ancien moine du monastère de Karma, âgé de 46 ans, s'immole le 1er décembre et meurt le 6 décembre à l'hôpital de Chamdo, dans la région autonome du Tibet (anciennement Kham). Selon l'agence Chine nouvelle, Phuntsog avait été secouru par deux ouvriers qui avaient éteint les flammes avec l'extincteur de leur véhicule,. Dans un tract qu'il distribua avant son auto-immolation il écrivit : « Ils pensent que nous avons peur de leurs armes et de leur répression, mais ils ont tort ».

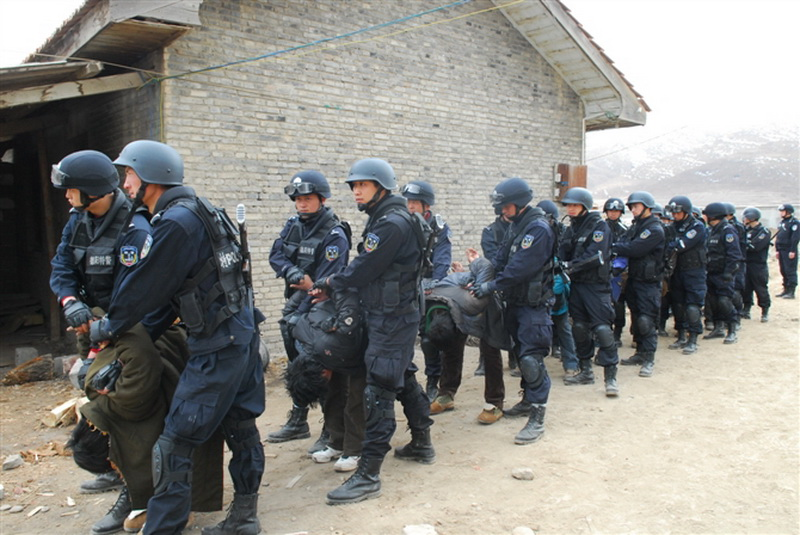
Des policiers relèvent les bras dans le dos de civils tibétains baissant la tête, 2011

Des Tibétains ont été arrêtés et exhibés avec des pancartes au cou par la police chinoise, selon des photos publiées par Free Tibet Campaign. Les clichés ont été pris dans les préfectures autonomes tibétaines de Kandzé et de Ngaba.

## Immolations et fusillades en 2012
En janvier 2012, 4 Tibétains (2 laïc, 2 moines dont 1 Rinpoché) se sont immolés près du monastère de Kirti. Les 23 et 24 janvier, dans la préfecture autonome tibétaine de Garzê, la police chinoise a ouvert le feu lors de manifestations pro-tibétaine faisant au moins 3 morts. En février et mars, 16 autres Tibétains s'immolent par le feu. En 2012, au moins 82 Tibétains se sont immolés par le feu.

### Janvier 2012
En janvier 2012, quatre Tibétains se sont auto-immolés par le feu.
Tsultrim et  Tenyi, un moine et un laïc d'environ 20 ans, se sont immolés le 6 janvier 2012, à proximité du monastère de Kirti, suscitant des craintes de réactions émotionnelles alors que de nombreux Tibétains sont rassemblés à Bodh Gaya où le 14e dalaï-lama donne des enseignements sur le Kalachakra. Tenyi est mort de ses brûlures peu de temps après son arrestation par le personnel de sécurité chinois. Tslutrim est mort le lendemain.
Sonam Wangyal, aussi appelé Sopa Rinpoché, un maître tibétain respecté de la région de Golok, et âgé de 42 ans, s'immole et meurt le 8 janvier, dans le centre-ville de Darlag, préfecture autonome tibétaine de Golok,. Selon les informations diffusées par les Tibétains locaux, Soba Jugu, lors de son auto-immolation cria  « Tibet libre ! » et « Longue vie au Dalaï-Lama! » Il jeta également des tracts ainsi que des drapeaux de prières.
Losang Jamyang, 22 ans, qui, enfant, fut moine au monastère d'Andu, s'est immolé (dans le district de Ngaba), le 14 janvier 2012 et selon certaines informations des heurts ont opposé les forces de sécurité chinoises à des Tibétains - y compris des moines à l'intérieur du monastère de Kirti.
Kate Saunders, directeur de communication de l'association Campagne internationale pour le Tibet, mentionne  « une situation d'urgence » à Ngaba après l'immolation d'un laïc. Selon un communiqué du monastère de Kirti à Dharamsala, le personnel chinois de sécurité a arrêté et frappé les gens au hasard ouvrant même le feu sur la foule. Nombre de Tibétains ont été blessés, une femme tibétaine a été tuée. Lors de l'immolation de Losang Jamyang, les soldats et la police ont commencé à le battre au lieu d'éteindre les flammes. Puis, ils l'ont couvert avec un tissu blanc, et ont continué à le frapper. Il est mort le 16 janvier des suites de ses blessures.

### Troubles dans la préfecture tibétaine de Garzê

#### Manifestations de Tibétains
Le 23 janvier 2012, jour du Nouvel an chinois, près du monastère de Drango dans le Kham, dans la préfecture autonome tibétaine de Garzê de la province du Sichuan, la police chinoise a ouvert le feu lors d'une manifestation de Tibétains faisant au moins un mort. Ce dernier est un Tibétain du nom de Yonten, âgé de 49 ans. Des dizaines de blessés ont aussi été relevés a annoncé l'ONG Free Tibet Campaign (FTC). Selon cette organisation, la manifestation avait pour origine l'arrestation de Tibétains accusés d'avoir distribué des tracts portant le slogan « le Tibet a besoin d'être libre ». Ces tracts indiquaient que de nombreux Tibétains étaient prêts à s'immoler par le feu. Selon le Nouvel Observateur, la manifestation qui rassembla probablement un millier de Tibétains, fut arrêtée par les soldats et la police qui ouvrirent le feu tuant 6 Tibétains et en blessant plus de 30. Des photos ont été transmises par 3 Tibétains de Luhuo qui ont été arrêtés dans la nuit du 24 janvier.
Le 24 janvier 2012, selon FTC de nouvelles violences entre manifestants tibétains et police chinoise ont fait au moins deux morts dans un autre comté de la région autonome tibétaine de Ganzi (Garzê), la localité de Seda ou Serta (Serthar en tibétain). Les autorités chinoises ont annoncé  que « des groupes séparatistes étrangers » ont pour objectif la déstabilisation du gouvernement. Selon des sources citées par Radio Free Asia, « une sorte de loi martiale a été imposée ». Un bonze du monastère de Drakgo (Drango), contacté directement par l'Agence France-Presse, a considéré que 1 000 à 2 000 policiers ceinturaient le monastère : « Nous soignons à l'intérieur du monastère 32 personnes blessées, dont deux dans un état critique. L'une a une balle dans le crâne. ». Des photos montrant la police chinoise frappant des Tibétains désarmés ont été transmises par Students for a Free Tibet.

#### Émeutes de Luhuo (23 janvier) et de Serta (24 janvier)
Selon le porte-parole du ministère chinois des Affaires étrangères Hong Lei, le lundi 23 janvier vers 14h, des dizaines de personnes, dont quelques moines, prirent d'assaut et détruisirent plusieurs magasins et un commissariat de police dans le district de Luhuo de la préfecture autonome tibétaine de Ganzi du Sichuan. Le groupe de casseurs, dont certains étaient armés de couteaux, jeta des pierres sur des policiers et détruisit deux véhicules de police et deux ambulances. Un membre du groupe fut tué et quatre autres blessés dans l'affrontement, a indiqué le porte-parole, ajoutant que cinq policiers également avaient été blessés.
Selon Xu Aqing, ce même jour, un chauffeur de taxi tibétain, Ma Jiankang, du comté de Luhuo dans la préfecture autonome tibétaine de Ganzi, vit sa maison saccagée et son taxi détruit par une foule armée de couteaux lui reprochant d'être le frère du chef du commissariat de police de Luhuo, Ma Wen'ge. L'attaque eut lieu lors d'une émeute visant le commissariat de police. Malgré les sommations d'usage, celle-ci dut utiliser ses armes pour repousser les assaillants au nombre de 1 000, il y eut un mort chez les émeutiers et de nombreux blessés des deux côtés. 90 % des agents de police à Luhuo sont tibétains, ce qui reflète la composition ethnique de la région.
Le 24 janvier, des émeutes encore plus violentes secouèrent Seda. Des émeutiers jetèrent des pierres et des cocktails molotov et firent feu, blessant 14 agents de la force publique avant d'être dispersés. Un émeutier fut tué et 13 autres arrêtés. On soupçonne des émeutiers blessés de se cacher dans des monastères. À Serthar, comme à Luhuo la veille, des émeutiers s'en prirent aux maisons qui arboraient des décorations et des lanternes de la fête du Printemps, dans le but d'intimider les habitants qui observent les traditions Han.

### Février 2012
En février 2012, huit Tibétains se sont auto-immolés par le feu.
Le 3 février, trois nomades tibétains, des laïcs, se sont immolés par le feu à Phuhu, un village situé à 145 kilomètres de Seda dans la province du Sichuan. Un Tibétain est décédé et 2 autres âgés de 30 et 60 ans sont gravement blessés,.
Le 8 février, Kate Saunders, porte-parole de l'ONG Campagne internationale pour le Tibet, annonce qu'un homme ayant l'apparence d'un moine, s'est immolé dans la ville de Ngaba, en criant des slogans contre le gouvernement chinois. Son état de santé n'est pas connu. Cela porte à 20 le nombre d'auto-immolations au Tibet depuis mars 2011. Rigzin Dorje, 19 ans, est mort le 12 février dans un hôpital militaire chinois.
Le 11 février, une nonne du couvent Mamae Dechen Choekor Ling à Ngaba, Tenzin Choedron, âgée de 18 ans, s'est immolée, elle est morte le 13 février.
Le 13 février, un moine du monastère de Kirti, Losang Gyatso, 19 ans, s'immole dans la rue principale de Ngaba. Des membres de la police spécial ont éteint le feu, et aurait battu le moine. Sur le lieu de l'immolation, deux jeunes ont également été battus, l'un a pu s'échapper, tandis que l'autre saignant abondamment à la tête et au bras était emporté par la police.
Le 17 février, Dhamchoe Sangpo, 38 ans, un moine du monastère de Bongthak Ewam Tare Shedrup Dhargey Ling dans la région de Tsongon de l'Amdo, s'est immolé et est mort. Son monastère subissait une repression importante de la part des autorités après une manifestation contre un projet de mine d'argent dans la région. Le monastère est sous fermeture militaire et la situation y est très tendue selon le parlement tibétain en exil,.
Le 19 février, Nangdrol, un moine tibétain de 19 ans est décédé après s'être immolé. Selon International Campaign for Tibet et Free Tibet, sa dépouille a été ramenée dans un monastère. Les religieux ont refusé de remettre le corps aux autorités chinoises, au soir du 19 février, un millier de personnes se sont rassemblées pour une veillée.

### Mars 2012
En mars 2012, huit Tibétains se sont auto-immolés par le feu.
Le 3 mars, Tsering Kyi, une étudiante tibétaine, âgée de 16 ou 19 ans selon les sources, est morte à Maqu dans la préfecture autonome tibétaine de Gannan, après s'être immolée par le feu,,. Selon Tsering Woeser, cette lycéenne s'est immolée pour protéger sa langue maternelle le tibétain.
Rinchen, 32 ans, une Tibétaine, mère de quatre enfants et veuve, s'est immolée et est morte le 4 mars devant une unité spéciale de sécurité à l'extérieur du monastère de Kirti assiégé. Elle réclamait le retour du 14e dalaï-lama et dénonçait l'occupation chinoise du Tibet, selon FTC.
Le 6 mars, Dorjee, 18 ans, est mort après avoir crié des slogans antigouvernementaux et s'être immolé devant des bâtiments publics de la préfecture de Ngaba.
Le 10 mars, jour anniversaire du soulèvement tibétain de 1959, Gepey, un jeune moine s'est immolé à Ngaba. Il est décédé et, lorsque des riverains ont essayé de récupérer son corps, celui-ci a été retiré par les forces de sécurité,.
Le 14 mars, Jamyang Palden, 38 ans, s'est immolé au monastère de Rongwo à Rebkong, Amdo. Il a été transporté à l'hôpital par les autorités avant d'être remis au monastère. Après cette immolation, le 18 mars, Tsering Woeser réitère son appel demandant aux Tibétains de cesser les auto-immolations.
Le 16 mars Lobsang Tsultrim, 20 ans, moine du monastère de Kirti s'est immolé dans la ville de Ngaba. Battu par le personnel de sécurité chinois, il est tombé et a été jeté dans un véhicule de police. Il est mort le 19 mars à l’hôpital de Barkham. N'autorisant pas les parents à voir leur fils, le corps de celui-ci a été incinéré immédiatement après sa mort.
Le 17 mars Sonam Dhargey, un paysan âgé de 44 ans, père de 3 enfants, s'est immolé et est mort près du centre de la ville de Rongwo. Entre 600 et 8 000 personnes se sont rassemblées au monastère de Rongwo pour montrer leur solidarité et lui rendre hommage. Pour éviter d'être emporté par la police, Sonam s'était entouré le corps de coton imbibé d'essence et de fil de fer barbelé.
Le 26 mars, Janphel Yeshi, qui avait fui le Tibet en 2006 et vivait à New-Delhi depuis 2 ans, s'est immolé pour protester contre la venue du président chinois Hu Jintao. Il s'agit du deuxième cas d'immolation d'un Tibétain à New-Delhi, où vivent des milliers d'exilés,. Janphel Yeshi est décédé à l'hôpital Ram Manohar Lohia le 28 mars.

### Avril 2012
Selon l'organisation Campagne internationale pour le Tibet, deux Tibétains âgés d'une vingtaine d'années sont morts après s'être immolés par le feu dans la région de Ngaba.

### Mai 2012
Selon l'agence Chine nouvelle et Radio Free Asia, deux jeunes moines tibétains, Dorjee Tseten et Dhargay, se sont immolés par le feu le 27 mai devant le temple de Jokhang à Lhassa, chef-lieu de la région autonome du Tibet. L'un est mort et l'autre, originaire de Ngaba, une région tibétaine de la province du Sichuan, est grièvement blessé. Selon l'agence Chine nouvelle, les policiers ont « réussi à éteindre les flammes en quelques minutes ». Près de 600 habitants ou pèlerins tibétains ont été arrêtés et emprisonnés tandis que les pèlerins venant du Kham et de l'Amdo ont été expulsés. Une femme tibétaine, Phakma, et son neveu Jigme, arrêtés et détenus à la prison de Chushul sont libérés le 29 mai 2015.
Le 30 mai, selon Radio Free Asia et l'ONG Amnesty International, Rikyo une Tibétaine âgée de 35 ans et mère de 3 enfants, s’est immolée dans le canton de Dzamthang, situé dans la Préfecture autonome tibétaine et qiang de Ngaba dans la province du Sichuan),.

### Juin 2012
Selon l'agence Chine nouvelle une immolation par le feu a eu lieu le 15 juin dans le district de Jianzha de la province du Qinghai. La victime, un Tibétain d'environ 60 ans appelé Tamding Thar est décédé.

### Juillet 2012
Selon Radio Free Asia, un jeune Tibétain de 22 ans s'est auto-immolé le 7 juillet dans le district de Damshung (Dangxiong, en chinois)   proche de Lhassa. Transporté à l'hôpital, il y serait décédé.
Le 17 juillet, Lobsang Lozin, un moine tibétain de 18 ans s'est immolé dans le canton de Bharkham, dans le Sichuan. Le jeune homme est décédé sur place.

### Août 2012
Le 6 août, un Tibétain a tenté de s'immoler par le feu à Ngaba dans la province du Sichuan, selon Free Tibet Campaign.
Le 7 août, une Tibétaine de 26 ans, Dolkar Kyi, est décédée après s'être immolée près du monastère de Tso, dans la région du Gansu.
Le 10 août, un nomade tibétain de 24 ans s'est immolé la ville de Maierma, dans la province du Sichuan.
Le 13 août à Ngaba, un moine, Lungtok est mort, et un ancien moine Tashi, battu par le personnel de sécurité chinois est hospitalisé et souffre de graves brûlures, après s'être immolés. Selon Free Tibet Campaign et Campagne internationale pour le Tibet, il s'ensuivit une manifestation des habitants à laquelle les forces de sécurité réagirent en frappant des manifestants à coups de matraque, provoquant la mort de l'un d'entre eux. Tashi est mort le lendemain
Le 28 août, Lobsang Kalsang, 18 ans, un moine bouddhiste, et Damchoek, 17 ans, un ancien moine se sont immolés dans la ville de Ngaba après avoir lancé des slogans dénonçant la répression de la culture tibétaine. Les deux victimes sont décédèes.

### Septembre 2012
Le 29 septembre un jeune Tibétain, originaire de la région autonome du Tibet, s'immole dans le Qinghai et décède le 30 septembre. Selon des sources proche des exilés tibétains, ce suicide est directement lié aux protestations concernant le tournage d'un film de propagande dans la préfecture de Jushu, dont le sujet est le bonheur au Tibet.

### Octobre 2012
Le 4 octobre, l'écrivain et poète Gudrup, 43 ans, qui avait étudié à la Sherab Gatsel Lobling School à Dharamsala en Inde avant de retourner au Tibet en 2005, s'immole et meurt à Dreru dans la région autonome du Tibet, appelant à la liberté au Tibet et au retour du dalaï-lama,
Le 6 octobre, Sangay Gyatso, un homme âgé de 27 ans, d'origine nomade, marié et père de 2 enfants, s’est immolé près d’un stupa du monastère de Dokar dans la préfecture tibétaine de Kanlho (Gannan en chinois) au Gansu. Il a appelé au retour du dalaï-lama, à la liberté religieuse et de langue. Il est mort sur le site du monastère où des prières ont été effectuées avant que son corps ne soit porté chez lui où nombre de Tibétains vinrent lui rendre hommage.
Le 13 octobre, le Tibétain Tamdrin Dorjee, grand-père du 7e Gungthang Rinpoché, deuxième plus haut chef religieux du monastère de Labrang, âgé de 52 ans s'est immolé par le feu, pour protester contre le régime chinois, dans la ville de Tsoe, province de Gansu. Il est mort le jour même.
Le 20 octobre, le Tibétain Lhamo Kyeb âgé de 27 ans s’est auto-immolé dans le village de Bhora, situé dans la province chinoise de Gansu, selon l’organisation Free Tibet
Le 22 octobre, Dondhup, un moine tibétain âgé de 61 ans du monastère de Drepung, s’est immolé à proximité du monastère de Labrang dans le comté de Sangchu. Mort le jour même, sa femme et son fils lui survivent.
Le 23 octobre, Dorjee Rinchen, un Tibétain laïc âgé de 57 ans, s’immole à Sangchu près d'un camp de l’armée chinoise. Décédé sur place, son corps fut apporté par des Tibétains chez lui où ils se sont rassemblés pour lui rendre hommage.
Le 25 octobre, dans la ville de Nagro Phampa, comté de Driru, Kham, deux Tibétains demandant le retour du dalaï-lama et la liberté au Tibet, Tsepo, 20 ans et Tenzin, 25 ans se sont immolés. Tenzin est un ancien étudiant du TCV Suja où il est resté environ 6 mois.
Le 26 octobre, à Sangchu deux Tibétains Lhamo Tseten, 24 ans, et Thubwang Kyab, 23 ans se sont immolés et sont morts le jour même.

### Novembre 2012
Au cours du mois de novembre, 28 Tibétains se sont immolés.
Dorje Lungdup, âgé de 25 ans, père de 2 enfants, et artiste peintre de tangka s'est immolé le 4 novembre à Rebkong/Tongren,.
Longsang Tunden, né David Alain, citoyen britannique âgé de 38 ans, en séjour spirituel depuis 5 ans dans le Tarn, s'est immolé le 15 novembre dans le jardin du monastère bouddhiste de Nalanda à Labastide-Saint-Georges,.
Gonpo Tsering, 23 ans, père de trois enfants, s'est immolé le 26 novembre dans l'enceinte du grand monastère de Labrang.

## Immolations en 2013

### Janvier 2013
Le 12 janvier 2013, selon des rapports confirmés du Tibet, Tsebhe, un jeune homme tibétain d'une vingtaine d'années du village de Keynang, s'est immolé par le feu dans le centre de la ville d'Amchok, dans le  comté de Sangchu/Xiahe, Kanlho/Gannan dans la province de Gansu, dans la région tibétaine de l'Amdo au Tibet oriental. Il est mort sur le site de son immolation.
Le 18 janvier 2013 à Ngaba, Tsering Phuntsok s’est immolé par le feu, et est mort, devant le bureau de la police chinoise dans le village de Drachen dans la région de Khyungchu, Comté de Ngaba au Sichuan. Sa femme et ses deux enfants lui survivent.
Le 22 janvier 2013 dans la région de Labrang Bora, Kunchok Kyab, 23 ou 26 ans, s'est immolé et serait mort près du monastère de Bora. Sa femme et son enfant de 10 mois, ou ses deux enfants selon RFA, lui survivent,.

### Février 2013
Le 3 février, Lobsang Namgyal, 37 ans, moine tibétain du monastère de Kirti, s'est immolé par le feu dans la région de Ngaba, devenant le 100e Tibétains connu à s'être immolé pour protester contre la domination chinoise depuis 2009. L'information n'est parvenue en exil que le 13 février en raison de la fermeture de la région. Criant pour la longue vie du dalaï-lama, il s'est immolé à proximité du bâtiment de la police locale à Zoege vers 6 h (heure locale), décédant sur les lieux. En septembre 2012, Lobsang Namgyal avait été porté disparu pendant deux semaines incitant sa famille et ses amis à le rechercher. Il a été découvert plus tard qu'il avait été placé en détention par le personnel de sécurité chinois pour des raisons inconnues. Il ne fut pas autorisé à rejoindre son monastère, et était placé sous une surveillance harcelante.
Le 13 février, à Katmandou près du Stupa de Boudhanath, un Tibétain s'est immolé. Selon le gouvernement tibétain en exil, il s'agit du 100e cas.
Toujours le 13, Drugpa Khar, 26 ans, père de trois enfants, s'est immolé par le feu dans la ville d'Amchok dans la région de Sangchu Kanlho. Il aurait succombé à ses blessures. Selon des sources en exil, Drugpa Khar laisse dans le deuil ses parents Tamding Tsering et Tamding Tso. Son plus jeune enfant est âgé d'un an et l'aîné de six ans.
Le 17 février, Namlha Tsering, 49 ans habitant de Gengya, marié et père de 4 garçons, s’est immolé par le feu et est mort le 17 février 2013 dans le Comté de Labrang.
Le 20 février, Rinchen, 17 ans, et Sonam Dargye, 18 ans, deux adolescents tibétains se sont immolés par le feu dans la ville de Kyangtsa région de Zoege,.

### Mars 2013
Le 16 mars, Lobsang Thokmey moine tibétain s'est immolé dans le monastère de Kirti. Il est décédé.

### Juillet 2013
Le 20 juillet, Kunchok Sonam, un moine tibétain s'est immolé à Aba. Il est décédé.

### Septembre 2013
Le 20 septembre, Shichung, un fermier et tailleur tibétain de 41 ans, marié et père de deux filles s'est immolé. Il est décédé.

### Novembre 2013
Le jeune moine Tsering Gyal, âgé de 20 ans, s'est immolé à Guolou, dans la province du Qinghai. Il aurait survécu à ses blessures.

### Décembre 2013
Kunchok Tseten, s'est immolé et est mort le 3 décembre 2013. Sa voisine, Dolma Tso, a été condamnée le 3 novembre 2014 à une peine de prison de trois ans. Amnesty International soupçonne qu'elle puisse subir une opération contre sa volonté.

### Disparition en 2013
Dans le contexte d'un renforcement sécuritaire à la suite des auto-immolations de Tibétains, et peu après avoir été détenu pendant neuf mois au Népal à la suite d'une première tentative infructueuse d'atteindre le Tibet avec sa mère et sa sœur, Lingtsa Tseten Dorje a disparu alors qu'il reprenait sa marche pacifique de l'Inde vers la frontière avec le Tibet prévoyait d'entrer dans la région autonome du Tibet. Il n'a jamais été revu depuis sa disparition en juin 2013.

## Immolations en 2014

### Février 2014
Le Tibétain Phagmo Samdrup, âgé de 29 ans, marié et père de deux enfants, s'est immolé à Tsekhog dans la province du Qinghai. Il est décédé.

### Mars 2014
- Khechok Palden, religieux du monastère de Kirti s'est auto-immolé le 16 mars[173].
- L'agence Xinhua indique qu'un moine du monastère Shaderi dans la préfecture autonome tibétaine de Huangnan s'est immolé le 16 mars[174]
- Le 29 mars, une nonne tibétaine s'est immolée par le feu dans la région de Kardze. Après ce drame, la région a été isolée par les autorités ; le nom, l'âge et l'état de santé de la victime sont inconnus[175].

### Avril 2014
Le 15 avril, le Tibétain Thinley Namgyal âgé de 32 ans, s'est immolé dans le district de Tawu dans la préfecture de Kardze. Ce fils de nomades est décédé.

### Septembre 2014
Selon Radio Free Asia et l'organisation non gouvernementale Free Tibet, un étudiant de 22 ans, Lhamo Tashi s'est immolé le mercredi 17 septembre, à Hezuo (Tsoe en tibétain), dans le Gansu. Son corps a été incinéré par la police et des cendres remises à sa famille,.

### Décembre 2014
Selon Radio Free Asia et ICT, un Tibétain, Sangye Khar, 33 ans s'est immolé et est mort devant un commissariat de Gansu, et les autorités chinoises ont coupé les communications de la ville d'Amchok (en). Sangye Khar était agriculteur et père de deux enfants.
Une Tibétaine, âgée de 20 ans, Tsepey Kyi, d'un village de Meruma à Ngaba, s'est immolée et est morte le 22 décembre. La police a emmené le corps de la victime dans un lieu inconnu, privant ainsi la famille des rites funéraires.
Le 23 décembre le moine Kalsang Yeshi, 37 ans, appelant au retour du dalaï-lama au Tibet, s’est immolé et est mort à Tawu devant le poste de police du monastère de Nyitso.

## Immolations en 2015

### Mars 2015
Norchuk, une femme nomade tibétaine, affiliée au monastère de Dephu est morte après s'être immolée le 6 mars à Ngaba pour protester contre la politique chinoise au Tibet. Cette immolation survient à un moment où la Chine renforce les mesures de sécurité pour contenir toute expression de dissidence politique avant le 56e Jour du soulèvement tibétain le 10 mars 2015.

### Avril 2015
Yeshi Khando, une nonne tibétaine de 47 ans du monastère de Jhomo s'est immolée et est probablement décédée près du poste de police régional de Karzé pour s'opposer à la domination chinoise au Tibet et soutenir le « retour du dalaï-lama » et la  « liberté du Tibet »,
Le 15 avril 2015 Nei Kyab, un veuf père de sept enfants âgé de 40 ans, s'est immolé dans le Sichuan, dans le xian d'Aba, en revendiquant la fin de la répression chinoise. Il est mort des suites de ses brûlures, son corps « a été emporté par la police » interdisant ainsi les cérémonies traditionnelles de ses obsèques.

### Mai 2015
Le 20 mai 2015, Tenzin Gyatso, père de quatre enfants, s'est immolé à l'extérieur d'une salle de réunion du gouvernement dans la ville de Khangsar du comté de Tawu. Des sources indiquent que les forces de police sont arrivées en quelques minutes pour confisquer son corps. Le lendemain, les autorités ont informé la famille que leur proche était mort et incinéré au cours de la nuit, privant la famille de la possibilité de l'incinérer selon les traditions tibétaines. Les Tibétains de Tawu s'étaient réunis quelques jours avant l'incident pour affirmer l'identité et la culture tibétaine en hommage au dalaï-lama qui va avoir quatre-vingts ans en juillet. Un grand nombre de fonctionnaires de police et de para-militaires chinois ont envahi la ville ce jour-là et battu les habitants. Les Tibétains qui protestaient ont été arrêtés,.
Le 27 mai 2015, une femme tibétaine du comté de Chone dans la province du Gansu, Sangye Tso, 36 ans, mère de deux enfants, s'est immolée en face d'un bâtiment du personnel de sécurité et des forces armées chinois près du monastère de Tashi Choekhorling. Immédiatement après, le personnel de sécurité chinois a emporté son corps calciné mais l'a retourné plus tard à la famille, un grand nombre de policiers fut déployé autour de sa maison. Un message de Sangye Tso a circulé sur la messagerie instantanée WeChat. Les autorités locales contestent la véracité de cette information, alors que les journalistes étrangers ne peuvent pas accéder aux zones peuplées de Tibétains.

### Juillet 2015
Un moine tibétain, Sonam Topgyal, 27 ans, s'est immolé le 9 juillet 2015 sur la place centrale de Kyegudo, dans la préfecture autonome de Yulshu, suscitant une vague de répression de la sécurité immédiate. Il est mort le lendemain dans un hôpital de Xining. Des membres de sa famille furent détenus quelques jours. On a retrouvé un texte de Topgyal qui écrit que « la politique brutale et répressive de la Chine vise à éradiquer et exterminer la religion, les coutumes et la tradition culturelle [du Tibet] » et que les politiques de la Chine « entraînent aussi la destruction de l'environnement » dans les zones tibétaines. « Les Tibétains qui pétitionnent pour le bien-être de leur peuple sont confrontés à la répression et les arrestations. Les Chinois n'ont jamais montré de considération pour le bien-être du peuple [tibétain] ou leurs souhaits en répondant à leurs préoccupations. J'ai dû sacrifier ma vie pour rendre témoignage au monde, et en particulier au gouvernement et au peuple chinois, que nous n'avons pas de liberté pour exprimer nos griefs ou dire la vérité. Je lance un appel à mes frères et sœurs tibétains, qui ont la même lignée et sang, de se mobiliser avec la puissance de l'unité et de l'harmonie en travaillant à résoudre les problèmes du Tibet dans un effort concerté. »

### Août 2015
Une femme tibétaine, Tashi Kyi, 55 ans, mère de 5 enfants, du village nomade de Ngura, près de Sankhok s'est immolé le 27 août 2015 et est morte le lendemain à son domicile, où la police chinoise pénétra pour emporter le corps de force.

## Immolations en 2016

### Février 2016
Kalsang Wangdu, un moine du monastère de Retsokha Aryaling, s'est immolé le 29 février 2016 près de son monastère de Kardzé (Nyagrong (Xinlong)), appelant à l'indépendance du Tibet. Acheminé à Chengdu, il est mort en chemin. Le même jour, Dorje Tsering, 16 ans, s'est immolé malgré l'opposition de ses parents, près d'un complexe de logements pour les Tibétains âgés à Dehra Dun. Brûlé à plus de 95 %, il a été rapidement porté à l'hôpital Safdurjung à Delhi et est mort le soir du 3 mars. Le 4 mars, le karmapa a exhorté les Tibétains à ne pas s'immoler pour protester contre la domination chinoise mais à augmenter leur sentiment d'appartenance à la communauté
Dorje Tsering a été enterré à Dharamsala, où vit le dalai lama.

### Décembre 2016
Une personne s'est immolée le 8 décembre à Machu dans la province chinoise du Gansu, ancienne province tibétaine de l'Amdo. Il s'agit de Tashi Rabten âgé de 30 ans, des membres de sa famille qui ont réclamé son corps ont été emprisonnés. Rabten devient le 145e Tibétain à s'auto-immoler pour protester contre les politiques chinoises au Tibet depuis 2009, quatrième pour le faire cette année et le troisième dans le district de Maqu.

## Immolations en 2017

### Mars 2017
Pema Gyaltsen, un fermier tibétain de 24 ans s'est immolé à Nyarong, dans la province du Sichuan. Il serait dans une situation critique à l’hôpital de Kardzé.

### Avril 2017
Wangchuk Tsetan, un tibétain de 39 ans père de 4 enfants s'est immolé le 15 avril dans une ville de la région tibétaine de Kham, dans la préfecture autonome tibétaine de Kardze, dans la province du Sichuan. Il est mort, succombant aux brûlures. Une vidéo montrant la police chinoise atteignant les flammes a été diffusée sur des sites de médias sociaux. Selon Voice of Tibet, trois Tibétains qui provenaient de Nyarong ont été arrêtés en possession du téléphone portable du défunt. Sévèrement battus, deux d'entre eux ont été libérés par les autorités, un autre est toujours détenu et soumis à la torture. Les trois Tibétains ont communiqué quelques instants avant l'immolation avec Wangchuk Tsetan qui leur demanda de récupérer son téléphone portable auprès d'une femme âgée. Une autre source a déclaré qu'un homme tibétain, Kunchok Tsering, 39 ans, serait mort en détention après avoir été sévèrement battu pour avoir pris une vidéo de l'auto-immolation.

### Mai 2017
Le 2 mai, un étudiant de 16 ans d'une région tibétaine du Gansu, canton de Bora, dans la préfecture autonome tibétaine de Gannan, Chagdor Kyab, s'est immolé près du monastère de Bora, une branche du monastère de Labrang Tashikyil.
Vers 5 heures du matin le 19 mai, Jamyang Losal, moine du monastère de Gyerteng dans la ville de Nangra (Kangtsa), âgé d'environ 22 ans, s'est immolé et est mort près de l'hôpital populaire du comté de Kangtsa dans la préfecture autonome tibétaine de Tsojang (Haibei) du Qinghai.

### Novembre 2017
Le 26 novembre 2017, le moine Tenga, 63 ans, du village de Dando, dans la préfecture autonome tibétaine de Garzê, et appelant à la liberté au Tibet, s'est immolé dans un monastère et est mort. Selon deux associations pro-tibétaines c'est le cinquième Tibétain à s'immoler depuis le début de l'année 2017 et au moins le cent cinquantième depuis l'année 2009.

### Décembre 2017
Le 23 décembre 2017, Konpe, 30 ans, moine durant sa jeunesse au monastère de Kirti, marié, appelant à la liberté au Tibet, s'est immolé dans l’infâme Allée des Martyres dans la ville de Ngaba. Les autorités chinoises sont intervenus sur le site et ont enlevé le corps du jeune homme. Il est mort le lendemain à l'hôpital de Barkham où les autorités ont mis son père en détention, lui réclamant 1 530 dollars pour le traitement médical de son fils décédé. Selon Tibet Post International la victime a été incinérée par les autorités malgré la demande de la famille de récupérer le corps.

## Immolations en 2018

### Mars 2018
Un Tibétain d'environ quarante ans, Tsekho Tugchak, s'est immolé et est mort le 7 mars à Ngaba. Il était originaire d'un village nomade du canton de Meruma dans la préfecture autonome tibétaine de Ngaba et Qiang, Sichuan, dans la région tibétaine d'Amdo.

### Novembre 2018
Dorbe, un Tibétain de 23 ans du village de Jakorma, s'est immolé  le 4 novembre à Ngaba, déclarant avant sa mort : « Que le dalaï-lama vive longtemps ! Puissions-nous bientôt voir son visage doré ! ».

### Décembre 2018
Drugkho, 22 ans, s'est immolé à Ngaba le 8 décembre 2018. On ignore s'il a survécu.

## Immolation en 2019

### Novembre 2019
Le 26 novembre 2019, Yonten, 24 ans, un ancien moine du monastère de Kirti à Ngaba en Amdo, s'est immolé dans la ville de Maierma où il est mort,.

## Immolations en 2022
Tsewang Norbu, un chanteur tibétain de 25 ans s'est immolé devant le palais du Potala à Lhassa le 25 février et est mort consécutivement.
Tashi Phuntsok, également appelé Taphun, un Tibétain de 81 ans qui vivait dans le camp nomade no. 3 de la ville de Meruma dans le comté de Ngaba, s'est immolé le 27 mars vers 5 heures du matin, devant le Bureau de la sécurité publique placé au monastère de Kirti, dans le comté de Ngaba, dans la province traditionnelle de l'Amdo, apparemment pour protester contre la politique répressive du gouvernement chinois. Les autorités policières ont immédiatement emmené Taphun dans un lieu tenu secret, où il est mort plus tard. Sa sœur, Norpo, morte à 85 ans, le 10 juin 2024 est la mère de Geshe Rachung Gendun, un moine du monastère de Kirti, arrêté le 1er avril 2021 et emprisonné.
Un homme non identifié s'est immolé à Kyegudo dans le Kham le 30 mars.
Un moine tibétain non identifié se serait immolé en retraite chez lui en juin devant un portrait du dalaï-lama pour protester contre la répression généralisée des institutions bouddhistes tibétaines dans la préfecture autonome tibétaine de Kanlho dans la province de Gansu, dans l'ancienne province tibétaine de l'Amdo.

## Réactions

### République populaire de Chine

#### Responsables officiels
Le 24 janvier 2012, Hong Lei, le porte-parole de la diplomatie chinoise, cité par l'agence officielle Xinhua, a considéré que « les tentatives de groupes séparatistes pro-Tibet basés à l'étranger pour travestir la vérité et discréditer le gouvernement chinois ne réussiront pas ». Le 6 février 2012, Liu Weimin, porte-parole du ministère des Affaires étrangères, a indiqué que « Le gouvernement chinois réprimera résolument toute tentative d'inciter à la violence, de briser l'unité nationale et l'intégrité territoriale, conformément à la loi ».
S’exprimant le 3 mars 2012, Zhao Qizheng, président du comité national de la conférence consultative politique du peuple chinois, déclare que le dalaï-lama applaudit publiquement les personnes qui se sont immolées par le feu. Il note que des gens connaissent à l’avance l’heure et le lieu des immolations avant même qu’elles ne se produisent, que certains apportent des caméras pour filmer la scène, mettant tout de suite la vidéo en ligne, et que d’autres tentent même d’entraver l’action des secours. Il est d'avis qu'on orchestre ces incidents en sous main et qu'on cherche à faire de ces victimes des martyrs et des héros. Zhao Qizheng a par ailleurs déclaré que la Chine est tout à fait disposée à communiquer avec l'Inde au sujet des groupes exilés, dont elle voit la main derrière les incidents,.
Le 7 mars 2012, Li Changping, membre du comité provincial du PC dans le Sichuan, a déclaré que les auto-immolations dans quelques monastères ne représentent pas tous les Tibétains et ne peuvent perturber la tendance au développement stable des régions à population tibétaine.
Le 14 mars 2012, le Premier ministre Wen Jiabao s'est dit « profondément affecté » par les immolations de moines tibétains, tout en réaffirmant que le Tibet était une partie inaliénable de la Chine. Il a déclaré que la Chine réprouvait les actions radicales du clergé tibétain telles que les auto-immolations qui sapent l'harmonie sociale.
En juillet 2012, après l'immolation d’un jeune moine tibétain le 17 juillet, lors d'une visite d'inspection à Lhassa au Tibet, Li Changchun a demandé aux autorités locales d'engager des actions de propagandes contre l'opposition tibétaine
Selon l'agence de presse nationale Chine nouvelle, en février 2013, les autorités chinoises ont arrêté 70 personnes dans le cadre de mesures de répression des auto-immolations de Tibétains.
En novembre 2014, Radio Free Asia signale la condamnation de 8 Tibétains dans le Sichuan. Ces derniers seraient impliqués dans une auto immolation d'un opposant.

#### Responsables bouddhistes
Le Quotidien du peuple, l'organe de presse officiel du Comité central du Parti communiste chinois, cite Song Tendargye, le chef du bureau des affaires religieuses de Ngaba, accusant, sans le nommer, un haut dignitaire de Kirti d'avoir encouragé depuis l'inde où il a fui en 1959, cette forme désespérée de protestation. Ce haut lama - il s'agit probablement de Kirti Rinpoché [Interprétation personnelle ?]- aurait « défendu l'idée que ceux qui s'immolaient étaient des héros nationaux et des combattants de la liberté, poussant ainsi les fidèles bouddhistes à s'immoler et se suicider ».
Le 18 octobre 2011, le « bouddha vivant » Gyalton, vice-président de l'association bouddhiste du Sichuan, a dénoncé la série d'immolations comme manifestation d'extrémisme nuisible au développement du bouddhisme. Il a qualifié le suicide de grave déviation par rapport aux principes du bouddhisme, et l'auto-immolation d'acte contre nature. Ces immolations causent, selon lui, effroi et répulsion et risquent d'amener petit à petit la population à perdre la foi.

#### Tibétologues
Zhang Yun, un chercheur du Centre de Tibétologie de Chine à Pékin, déclare que les gens éprouvent répulsion et colère vis-à-vis de ceux qui commanditent, encouragent et louent ces immolations. Les gens sont tristes et désolés de voir de jeunes vies perdues. Ces immolations, jointes au comportement cruel de certains moines lors des émeutes de Lhassa, ternissent, aux yeux des gens ordinaires, l’image du bouddhisme tibétain, dont le précepte est de ne pas tuer. Ces immolations remettent en cause non seulement la façon dont ces monastères respectent les préceptes fondamentaux du bouddhisme, mais aussi font se demander s'ils n'occupent pas le plus bas échelon moral que puisse atteindre l'être humain » ».

#### Dissidents
Du côté des contestataires des autorités chinoises, Teng Biao regrette que les intellectuels chinois n'interviennent pas concernant « la répression menée au Tibet ».
Wang Lixiong évoque le 12 janvier 2012 les enseignements de Gandhi : « Changer le gouvernement par nos souffrances » ou de Martin Luther King : « Nous vous affaiblirons par notre capacité à souffrir et un jour… Nous en appellerons à vos cœurs et consciences que nous gagnerons à notre cause ». Il considère que la lutte non violente connaît ses limites : « Le fait de protester n'engendrera que des pressions et celles-ci ne mènera nulle part si le pouvoir ne fait pas de compromis ».
Le 8 mars 2012, la poétesse Tsering Woeser, assignée à résidence à Pékin,, lance un appel, cosignée par la poétesse tibétaine Gade Tsering et Arjia Lobsang, en exil aux États-Unis, ainsi qu'une pétition afin que cesse les auto-immolations des Tibétains : « sous cette oppression redoublée, chacune de nos vies est importante, chacune doit être conservée. »,,.
En mars 2012, l'avocat Tang Jingling adresse une lettre à la poétesse Tsering Woeser pour soutenir le peuple tibétain. En septembre 2012, Liao Yiwu, exilé en Allemagne, rend visite au 17e karmapa à Dharamsala en Inde et l'invite au Berlin International Literature Festival (en) en cours dans le but d'attirer l'attention sur les auto-immolations de Tibétains.

### Autorités tibétaines en exil

#### Administration centrale tibétaine
En novembre 2011, Lobsang Sangay, le Premier ministre tibétain en visite en France a déclaré « Je n’encourage aucune protestation violente au Tibet, y compris les immolations qui se sont multipliées ces derniers mois. Car si vous protestez, vous êtes arrêtés et torturés par les autorités chinoises. Je comprends leurs motivations pour la défense du Tibet et du peuple tibétain. J’ai salué le courage de ceux qui sont prêts à donner leur vie pour ce combat, mais leur action est douloureuse et triste. C’est pourquoi j’entreprends une tournée à l’étranger pour exhorter les Tibétains en exil à garder espoir et à sauvegarder des vies précieuses. ». Le 25 janvier 2012, il demande la communauté internationale d'intervenir à la suite des violences meurtrières qui s'intensifiaient au Sichuan. Il appelle les Tibétains à manifester partout dans le monde le 8 février, les exhortant à ne pas célébrer le Nouvel an tibétain. Il demande à l'ONU ou à la communauté internationale d'envoyer une mission d'enquête au Tibet et que les médias internationaux aient accès à la région,.
Le 5 février 2012, le gouvernement tibétain en exil a déclaré que ces immolations sont une conséquence d'une « escalade de la répression en Chine » et a appelé la communauté internationale à agir auprès des autorités chinoises pour éviter de nouvelles violences.
Le porte-parole du gouvernement tibétain en exil, Thubten Samphel, a déclaré que le bouddhisme tibétain rejetait les violences infligées à autrui ou à soi-même, ajoutant que les immolations, quelles qu'en soient les raisons, étaient le signe d'un mécontentement sans partage.
Pour Tsering Wangchuk, ministre de la santé, Pékin doit comprendre que ces immolations ne cesseront que si la Chine met fin à sa politique répressive à l'intérieur du Tibet.
Le 30 mai 2013, l'Administration centrale tibétaine a une nouvelle fois catégoriquement rejeté les allégations de la Chine de "forces extérieures" instigateurs de la vague actuelle de manifestations auto-immolation au Tibet et exprimé sa demande d'une enquête approfondie sur les allégations formulées par Pékin, déclarant que l'«appel sincère de l'Administration centrale tibétaine à tous les Tibétains à s'abstenir de mesures drastiques est bien documentée et à la connaissance du public,". Le CTA a également révélé des divinations récentes faites par l'oracle d'Etat du Tibet, Nechung, qui avait prédit que la fin de la vague d'auto-immolations serait mieux.

#### Responsables spirituels en exil
Le 14e dalaï-lama, prix Nobel de la paix en 1989, a estimé le 7 novembre 2011, que les suicides s'opposent au caractère sacré de la vie selon les préceptes bouddhistes, répétant qu'il prônait « la non violence ». Le 20 mars 2012, il a déclaré que les immolations étaient « très, très tristes, » et « une question politique très sensible ». Il a déclaré que, comme en 2008, quand Wen Jiabao affirma que les troubles au Tibet avait démarré de Dharamsala en Inde, il invitait les représentants chinois à venir enquêter. Répondant à une question des éditions Indigène, il explique que la question est grave et sensible, ses propos risquant d'être déformés par le gouvernement chinois. D'un point de vue bouddhiste, s'interrogeant sur les motivations des moines et des nonnes qui commettent de tels actes, il pense qu'elles dépassent leur vie privée ou familiale, et concernent la survie du Tibet, du bouddhisme et de leurs droits, mais qu'il ne peut le dire sans que les Chinois ne l'accusent de d'encourager les auto-immolations. Mais s'il dit le contraire, il se préoccupe de la tristesse des amis et de la famille de ces malheureux qui pourraient entendre cela.
Le 9 novembre 2011, rappelant lui aussi que dans le bouddhisme la vie est sacrée, le 17e karmapa, a appelé d'une part les Tibétains à mettre fin à cette série d'auto-immolations et à trouver d'autres moyens de dénoncer la politique de Pékin, et d'autre part les dirigeants chinois à regarder en face la source de ces incidents tragiques, ajoutant qu'une réponse impitoyable ne ferait qu’empirer la situation. Après que trois nouveaux Tibétains se sont immolés par le feu le 3 février à l’est du Tibet[pas clair], il a fait une nouvelle déclaration où il affirme que « les manifestations des Tibétains et les immolations par le feu sont les symptômes d’un mécontentement profond mais méconnu ».
Lors d'une visite en France en mars 2012, le précédent premier ministre tibétain Samdhong Rinpoché déclara à propos des immolations : « je ne peux les condamner, quelle autre solution avons-nous à leur proposer ? Les moines se sont immolés avec les meilleures intentions, à savoir la liberté religieuse, celle du peuple et de ses droits humains. Ils dénoncent des mesures répressives intolérables. Il n'y a aucun moyen de survivre avec dignité. Bien sûr, nous n'encourageons pas les gens à s'immoler, car leur vie est très précieuse, surtout ces jours-ci au Tibet. »,.

#### Seconde Réunion spéciale des Tibétains en exil à Dharamsala
Le 25 septembre 2012, 432 représentants des Tibétains en exil de 26 pays se réunissent pour la seconde Réunion spéciale à Dharamsala suivant celle de 2008, dans le but de redéfinir leur stratégie vis-à-vis de l'administration chinoise après la recrudescence d'immolations de Tibétains au Tibet et dans la perspective de changements politiques à Pékin, qui aurait laissé entendre une possibilité de reprise du dialogue sino-tibétain.

### Organisations non gouvernementales
Amnesty International et Human Rights Watch ont demandé que les autorités chinoises arrêtent l'« endoctrinement politique obligatoire auquel sont soumis les religieuses et les moines tibétains dans le cadre des programmes gouvernementaux d'éducation patriotique ». Selon ces 2 ONG de nombreux Tibétains se plaignent de cette politique qui porte atteinte à « leur droit à la liberté d'expression et au libre exercice de leur religion »,.

### Viêt Nam
Selon le Bureau international d'information bouddhiste, Thich Quang Do, Patriarche Suprême de l’Église Bouddhique Unifiée du Viêt Nam, fit parvenir depuis le Monastère Zen Thanh Minh à Saigon, où il est en résidence surveillée une lettre au Dalaï Lama exprimant sa solidarité avec les Tibétains dans leur combat,.

### Taïwan
Tsai Ing-wen, une femme politique de Taïwan, membre du Parti démocratique progressiste, a exprimé ses inquiétudes concernant l'intensification de la répression au Tibet, appelant le président Ma Ying-jeou à exprimer ses préoccupations aux autorités chinoises. Elle a déclaré avoir « le cœur brisé » par l'augmentation des rapports d'auto-immolation par des Tibétains lors de sa rencontre avec Dawa Tsering, président de la Fondation religieuse du Tibet.
Le 19 mars 2012, l'Union pour la solidarité de Taïwan a appelé à suspendre tout échange religieux avec la Chine tant que Pékin ne met pas fin à sa répression des moines tibétains.

### Europe

#### Parlement européen
En octobre 2011, le Parlement européen « condamne la répression constante des autorités chinoises à l'encontre des monastères » du plateau tibétain. Les députés européens se disent préoccupés par l'auto-immolation de religieux bouddhistes tibétains dans la zone du monastère de Kirti.

#### France
En février 2012, le ministre des Affaires étrangères, Alain Juppé a déploré, devant l'Assemblée nationale, la situation : « Nous disons très clairement aux autorités chinoises que le traitement sécuritaire actuel et la brutalité de la répression conduisent à une impasse ».
Par ailleurs au moins 3 autres personnalités politiques ont évoqué cette question. Le 19 octobre 2011, Jean-Louis Bianco, Président du conseil général et Député des Alpes-de-Haute-Provence déclare : « L’aggravation de la situation dans la province du Sichuan, avec l’immolation par le feu de 5 jeunes moines en moins de 3 semaines, nous montre l’inefficacité d’une telle politique (s’il y en a une) et l’urgence d’agir en faisant entendre la voix de la France sur la scène internationale. ». Le 22 octobre 2011, Jean-Marc Brûlé, conseiller régional d'Île-de-France et secrétaire national adjoint d'Europe Écologie, accuse la diplomatie française de bloquer l'Europe sur la question Tibétaine. Enfin, le 25 octobre 2011, Patrick Bloche, vice-président du Groupe d'études sur le problème du Tibet à l'Assemblée nationale déclare : « Alors que le Président de la République exerce la Présidence du G20, nous lui demandons d'user de cette capacité à agir sur le plan international pour faire en sorte que les droits des Tibétains soient respectés et que leur culture religieuse et leur identité linguistique soient protégées. ».
Stéphane Hessel considère que la responsabilité du suicide incombe à ceux qui rendent la vie impossible aux victimes.

### États-Unis
En décembre 2011, Hillary Clinton s'est dite « alarmée par les immolations de moines et de religieuses tibétains ». Le 9 janvier 2012, la porte-parole de la diplomatie américaine a déclaré « Ces actes témoignent de toute évidence d'une énorme frustration, d'un mécontentement énorme par rapport aux restrictions sévères des droits de l'homme, y compris de la liberté religieuse en Chine ». Cette question, selon le gouvernement américain, a été évoquée à plusieurs reprises avec le gouvernement chinois. Le 24 janvier 2012, la porte-parole de la diplomatie américaine Victoria Nuland a indiqué : « Nous sommes très inquiets des informations régulières faisant état de violences dans une zone tibétaine de la Chine ». En octobre 2012, l'ambassadeur américain en Chine Gary Locke qui visita des monastères tibétains un mois plus tôt dans la région de Ngaba où 60 % des immolations se sont produites déclara : « Nous implorons les Chinois de vraiment rencontrer les représentants du peuple tibétain, d'aborder et de revoir certaines des politiques qui ont conduit à certaines des restrictions, à la violence et aux immolations, et nous sommes très préoccupés par l'état des droits humains ici en Chine ».

## Isolement de la région
Très peu d'informations parviennent à l'extérieur des zones tibétaines car les autorités chinoises imposent un black-out sur les communications et interdisent à la presse étrangère de se rendre sur place.
La police locale a empêché plusieurs journalistes d'accéder aux régions concernées invoquant des chutes de neige ou des éboulements de terrains.
Les liaisons par internet et par portables sont bloquées, dans les zones concernées par les immolations. Les autorités chinoises maintiennent ces mesures car les troubles, selon elles, sont « fomentés par le dalaï-lama et ses partisans ».

## Analyses
L'ethnologue et tibétologue Katia Buffetrille constate que la communauté internationale est « discrète et réservée », en effet « l'émergence de la Chine comme grande puissance économique et un désir très fort d'avoir des marchés passent avant tout ». Les Tibétains n'ont pas d'autre moyen d'expression actuellement, car les manifestations pacifiques sont réprimés par la force, les écrivains, intellectuels et artistes qui ont tenté de s'exprimer ont été arrêtés, 65-70 d'entre eux sont en prison. Même si un Tibétain contacte l'étranger pour transmettre une information ou des photos, il risque une condamnation pouvant aller jusqu'à  dix ans de prison.
Le journaliste Dibyesh Anand (The Guardian, octobre 2011) est d'avis que les médias internationaux perdront bientôt tout intérêt pour les immolations par le feu à répétition : le sujet n'est plus une nouveauté pour le lecteur et aucun gouvernement étranger d'importance ne cherche à faire pression sur la Chine alors que la crise économique est dans la maison et que les bouleversements en Asie de l'Ouest et en Afrique du Nord démasquent l'hypocrisie des gouvernements occidentaux en matière de démocratie et de droits de l'homme. Le principal souci du gouvernement chinois est ce que pensent les Chinois eux-mêmes. Il aura l'occasion de dépeindre les Tibétains sous les traits de fanatiques religieux qu'on ne peut ramener à la raison. La victoire obtenue par le mouvement tibétain dans ses efforts pour attirer l'attention internationale sera une victoire à la Pyrrhus.
Pour le tibétologue Robert Barnett, le bouddhisme interdit le suicide si celui-ci est motivé par des raisons égoïstes. Mais des textes anciens présentent « quelques cas très symboliques de sacrifice, synonymes de dévouement total ». Le dalaï-lama, partisan de la non-violence, n’approuve pas ces suicides, mais il reconnaît que ces victimes l’ont fait pour la communauté tibétaine. Selon Robert Barnett « c’est un acte culturel, il n’y a pas d’agenda politique derrière, mais quelque chose de bien plus important : préserver l’identité, la culture, le langage, la religion du Tibet. ».
Pour Thubten Samphel, directeur du Tibet Policy Institute, un laboratoire d'idées de l'ACT, les immolations ont pour cause deux événements : la répression massive des manifestations en 2008 avant les Jeux olympiques de Pékin, et la rupture du dialogue entre le gouvernement chinois et le dalaï-lama brisant l'espoir qu'il retourne au Tibet au cours de sa vie.

## Manifestations de soutien

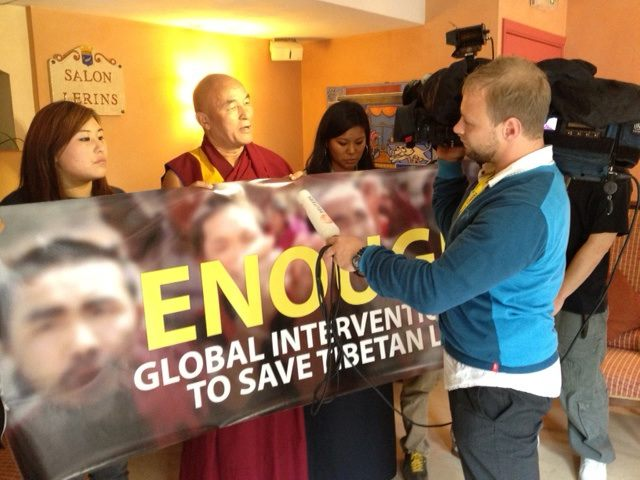
Thubten Wangchen lors d'une conférence de presse le 2 novembre 2011 au sommet du G20

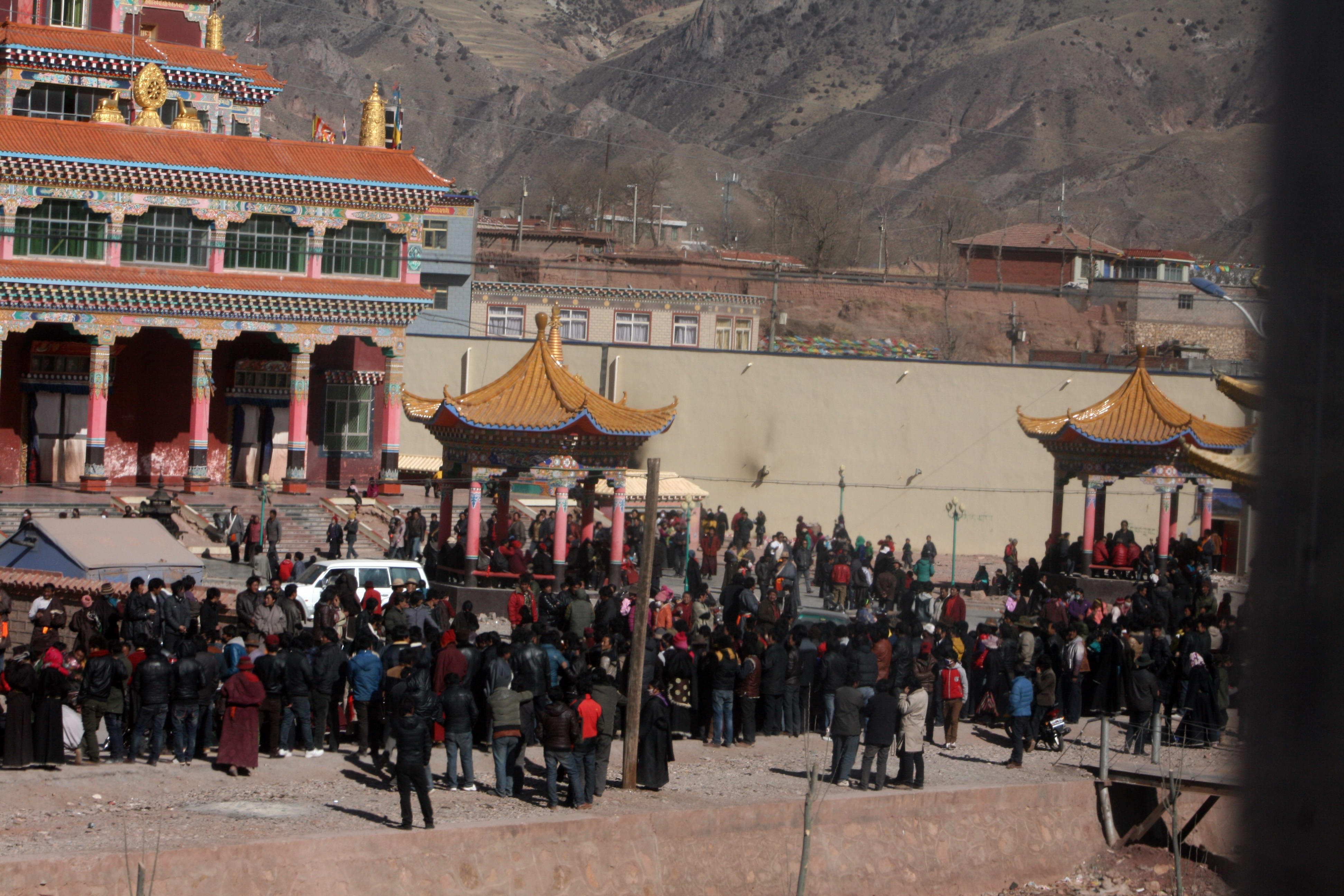
Manifestation à Nangchen le 8 février 2012

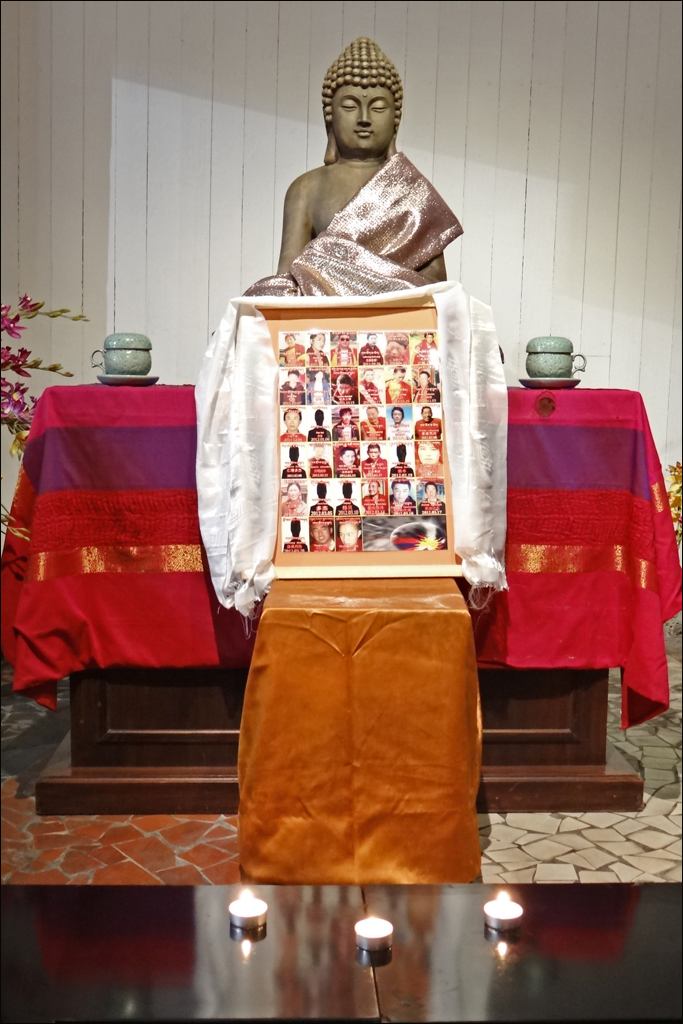
Autel à la pagode de Vincennes lors du festival culturel du Tibet et des peuples de l'Himalaya en 2012

Au sommet du G20 à Cannes, le 3 novembre 2011, lors d'une campagne internationale « Assez ! Intervention mondiale pour sauver des vies tibétaines », un groupe de 5 femmes tibétaines manifestèrent. Sept militants incluant Thubten Wangchen furent détenus.
À Katmandou au Népal à l'occasion d'une journée de prière organisée le 8 février 2012 par la diaspora tibétaine les forces de sécurité se sont déployées pour empêcher les immolations de Tibétains. Les autorités népalaises tolèrent la présence des Tibétains, mais les manifestations pouvant nuire à la Chine sont interdites.
À Nangcheng, préfecture de Yushu, ainsi que dans une autre région de cette préfecture située dans le Kham, près de 1 000 manifestants se sont rassemblés, en vêtements tibétains et demandant le retour du dalaï-lama,.
Aux États-Unis, en février 2012, lors de la visite de Xi Jinping, successeur théorique de Hu Jintao, des militants de la cause tibétaine ont accroché sur un pont de Washington une banderole avec l"inscription : « Tibet will be Free ». Ces militants ont été arrêtés par la police. Par ailleurs, plusieurs centaines de manifestants se sont réunis devant la Maison-Blanche pour dénoncer la « répression au Tibet ».
Selon un communiqué publié par le Tibetan Centre for Human Rights and Democracy sis à Dharamsala en Inde, le 1er mai, environ 200 femmes se sont engagées dans une marche dans la région de Ngaba vers le bureau du district chinois pour réclamer la libération de Tibétains arrêtés le 14 avril au village d'Adhue.
Selon un communiqué de presse émanant du monastère de Kirti en exil, le 10 mai 2012, des agriculteurs du village d'Adhue, à Ngaba dans l'Amdo, organisent une campagne de boycott des activités agricoles et demandent la libération de Tibétains en solidarité avec les familles des Tibétains s'étant immolés et des prisonniers politiques.
Loten Namling, un musicien et chanteur tibétain vivant à Berne en Suisse, a organisé un périple en tirant à pied jusqu'à Genève un cercueil symbolisant la souffrance du peuple tibétain afin d’alerter l’opinion publique.
Début février 2016, à Dacca, la capitale du Bangladesh, une exposition sur les auto immolation a été annulée après une intervention de l'ambassade chinoise.

## Commentaires de la presse
Selon La Voix de la Russie, The Hindu écrit le 9 juillet 2012 que le dalaï-lama a refusé de condamner les immolations par le feu de lamas au Tibet en signe de protestation politique contre les agressions des autorités chinoises. La Voix de la Russie ajoute qu'il a accueilli froidement la nouvelle d'un nouveau suicide le 7 juillet 2012 lors de question d'un journaliste lui demandant si les moines devaient cesser de s'auto-immoler. Cependant, dans cet entretien avec le journaliste du journal The Hindu, le dalaï-lama explique pourquoi il est préférable pour lui de rester neutre sur la question des immolations qu'il décrit comme très sensible politiquement, car s'il fait une déclaration positive, la Chine le critiquera, et s'il fait une déclaration négative, les familles des personnes immolées seront très tristes.

## À voir

### Vidéos
- « Enquête sur les auto-immolations dans la région tibétaine d'Aba », : CCTV-Français (Partie 1 ; Partie 2 ; Partie 3 ;  Partie 4)